# Urðarbrunnr

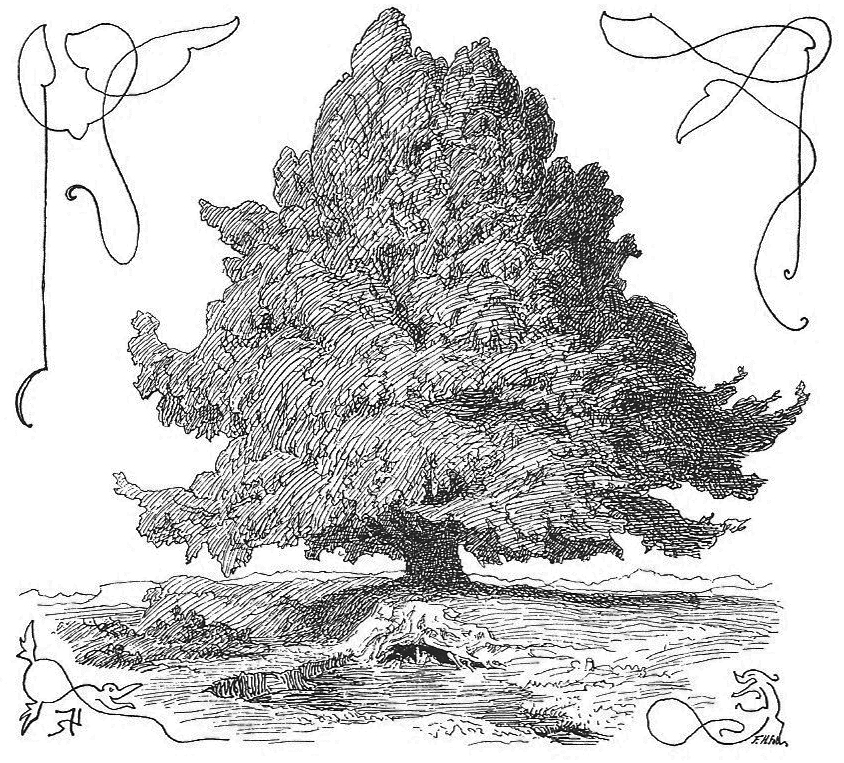
La deu Urðarbrunnr als peus del freixe Yggdrasil, l'arbre còsmic (1895), per Lorenz Frølich.

Urðarbrunnr (en nòrdic antic 'pou d'Urðr', en referència al concepte nòrdic de destí, Urðr o la norna anomenada Urðr) és un pou. En la mitologia nòrdica Urðarbrunnr es documenta en l'Edda poètica, compilada al segle xiii a partir de fonts tradicionals anteriors, i en l'Edda prosaica, escrita al segle xiii per Snorri Sturluson. En ambdues fonts, el pou es troba sota l'arbre del món Yggdrasil, i s'associa amb un trio de nornes (Urðr, Verdandi i Skuld). En l'Edda prosaica, Urðarbrunnr se cita com un dels tres pous existents sota les tres arrels d'Yggdrasil, que arriba a tres terres llunyanes diferents, i els altres dos pous són Hvergelmir, que es troba sota d'una arrel a Niflheim i Mímisbrunnr, que es troba sota d'una arrel, prop de la seu de la gelada Jötunheimr. La teoria acadèmica i l'especulació envolten el pou.

## Els documents
Urðarbrunnr es documenta en les obres següents:

### Edda poètica

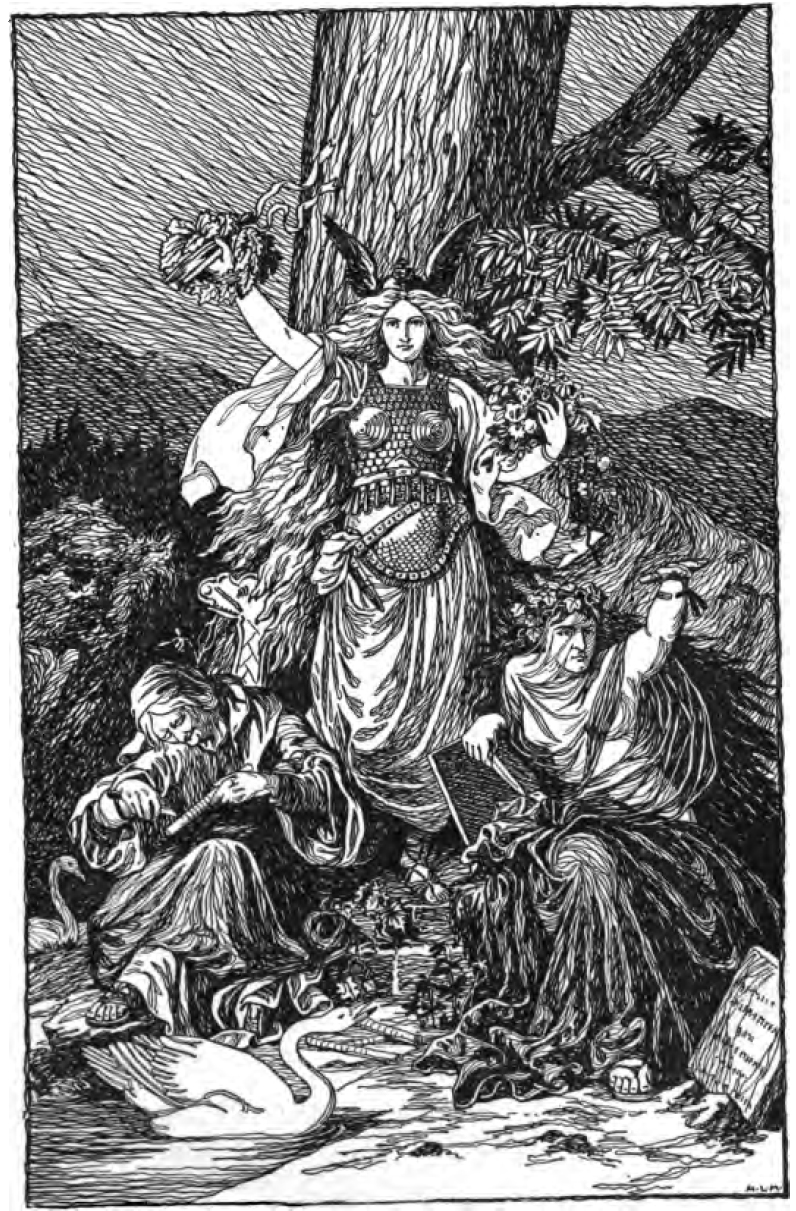
Les nornes (1901) per Karl Ehrenberg

En l'Edda poètica, Urðarbrunnr s'esmenta en les estrofes 19 i 20 del poema Völuspá i en l'estrofa 111 del poema Hávamál. En l'estrofa 19 del Völuspá, Urðarbrunnr és descrit com situat sota Yggdrasil, un freixe sempre verd, i està cobert amb fang blanc o argila. L'estrofa 20 descriu que tres nornes (Urðr, Verdandi i Skuld) "venen del pou", aquí es descriu com un "llac", i que aquest trio de nornes "estableixen lleis, trien vides, pels destins dels fills dels humans."
L'estrofa 111 d'Hávamál ha estat el tema de molt de debat i es considera poc clara, després d'haver estat referida com a "misteriosa", "fosca i molt debatuda". Benjamin Thorpe tradueix l'estrofa com:

És el moment del discurs de la cadira del predicador.
Pel bé d'Urd em vaig asseure en silenci,
Vaig veure i vaig meditar, vaig escoltar les paraules dels homes

### Edda prosaica
En l'Edda prosaica, Urðarbrunnr es documenta al Gylfaginning (capítols 15, 16, i al començament del capítol 17), i dues vegades al Skáldskaparmál.

#### Gylfaginning

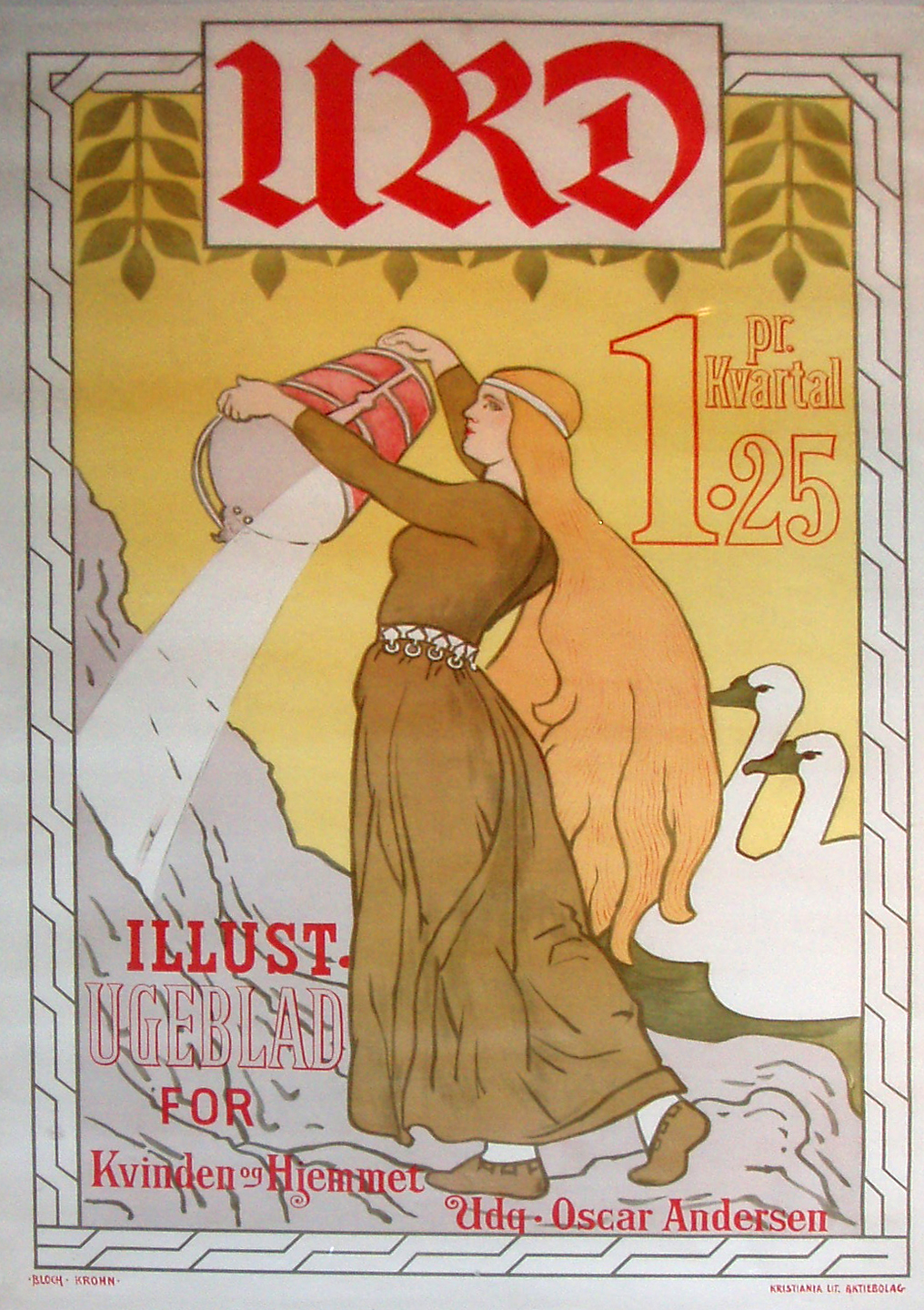
Un cartell per a la revista femenina noruega Urd per Andreas Bloch i Olaf Krohn

En el capítol 15 del Gylfaginning, un llibre de l'Edda prosaica, la figura entronitzada del Quasi-com-l'Alt parla a Gangleri (que es descriu com el rei Gylfi disfressat) sobre Yggdrasil i les seves arrels. Quasi-com-l'Alt descriu tres arrels de Yggdrasil que el suporten i que s'estenen a gran distància. La tercera arrel es troba "entre els Æsir", "s'estén al cel" i, a sota d'aquesta, hi ha el "molt sant" Urðarbrunnr. Quasi-com-l'Alt detalla que, cada dia, els déus viatgen pel pont Bifröst a dur a terme la cort al pou.
L'Alt proporciona més informació sobre el pou en el capítol 16. Alt diu que hi ha molts llocs bonics en el cel, i "a tot arreu hi ha la protecció divina al seu voltant." Allà, un bell saló es troba sota el freixe (Yggdrasil) prop del pou (Urðarbrunnr), i des d'aquesta sala hi ha "tres donzelles" els noms de les quals són Urðr, Verdandi i Skuld. Les donzelles formen les vides dels humans, i "les anomenem nornes". L'Alt continua descrivint que hi ha altres nornes i la seva naturalesa.
Més endavant, en el capítol 16, estableix que les nornes que habiten Urðarbrunnr prenen aigua del pou i el fang que es troba al seu voltant, i l'aboquen sobre Yggdrasil perquè les seves branques no es deteriorin o es podreixin. L'aigua es descriu com tan santa que tot el que entra en el pou es convertirà en "blanc com la membrana anomenada pell que es troba al voltant de la part interior de la closca de l'ou." L'Alt després cita l'estrofa 19 del Völuspá, i afirma que dos cignes s'alimenten de la font, dels quals tots els altres cignes provenen. El capítol 17 comença amb Gangleri preguntant quins altres "centres principals" hi ha fora d'Urðarbrunnr.

#### Skáldskaparmál
Dues seccions del llibre Skáldskaparmál fan referència a Urðarbrunnr. La primera referència es troba a la secció 49, en què un fragment d'una obra del segle x de l'escald Kormákr Ögmundarson es recita, i s'explica com "el foc d'Odin" és un kenning per espasa. El passatge diu: "Una espasa és el foc d'Odin, com va dir Kormák: La batalla va rugir quan el que alimentava (un llop) el cavall de Grid, el que va fer la guerra, va avançar amb un brunzit de foc de Gaut [Odin]." i que Urðr "va pujar del pou."
Urðarbrunnr s'esmenta una segona vegada en l'estrofa 52 de Skáldskaparmál, aquesta vegada associat amb Crist. L'estrofa estableix que els primers escalds un cop es van referir a Crist en relació amb Urðarbrunnr i Roma, i cita l'escald de la fi del segle x, Eilífr Goðrúnarson, que estableix que "així el poderós rei de Roma va augmentar el seu regne amb terres de divinitats paganes" i que Crist, es diu que té el seu tron al sud d'Urðarbrunnr

## Teories

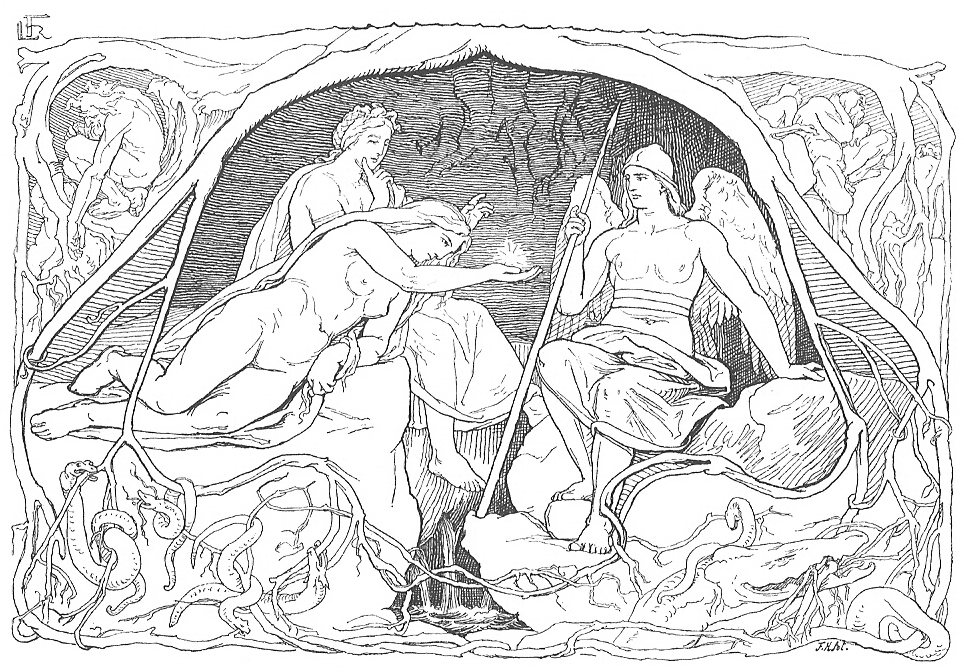
Tres nornes a Urðarbrunnr (1895) per Lorenz Frølich

### Temple a Uppsala
Paral·lels s'han assenyalat entre la descripció d'Urðarbrunnr a la base de l'arbre del món Yggdrasil i la descripció del cronista medieval cristià Adam de Bremen d'un pou a la base d'un arbre sagrat al temple d'Uppsala, a Gamla Uppsala (Vella Uppsala), Suècia, que es troba en la seva obra del segle xi Gesta Hammaburgensis ecclesiae Pontificum.

### Eilífr Goðrúnarson
Eilífr Goðrúnarson fa una descripció amb influències cristianes d'Urðarbrunnr (estrofa 52 de Skáldskaparmál), associant el bé amb el sud i Roma. S'han proposat teories que aquesta descripció pot tenir alguna relació amb el Jordà, a causa de les similituds fonètiques i tipològiques percebudes per Eilífr, encara que pot haver-hi alguna altra connexió causal. Eilífr és, al contrari, conegut com un escald pagà, i aquesta selecció s'ha teoritzat com una descripció a causa de l'associació directament de Crist amb el pou, així Crist havia assumit la responsabilitat de la providència o el destí.